# Фунатані Кейсуке
Кейсуке Фунатані (яп. 船谷 圭祐, нар. 7 січня 1986) — японський футболіст, півзахисник клубу «Міто Холліхок».
Виступав, зокрема, за клуб «Джубіло Івата».

## Ігрова кар'єра
У дорослому футболі дебютував 2004 року виступами за команду клубу «Джубіло Івата», в якій провів сім сезонів, взявши участь у 92 матчах чемпіонату. 2008 року також грав на умовах оренди за «Саган Тосу».
2012 року перейшов до «Саган Тосу» на умоввах повноцінного контракту, проте грав за команду нерегулярно і наступного року був орендований до «Міто Холліхок».
2014 року став повноцінним гравцем «Міто Холліхок». Відтоді станом на 27 серпня 2017 року відіграв за команду з міста Міто 123 матчі в національному чемпіонаті.

## Титули і досягнення
- Володар Кубка Джей-ліги (1):

«Джубіло Івата»: 2010
- Володар Кубка банку Суруга (1):

«Джубіло Івата»: 2011